# Peugeot Typ 3

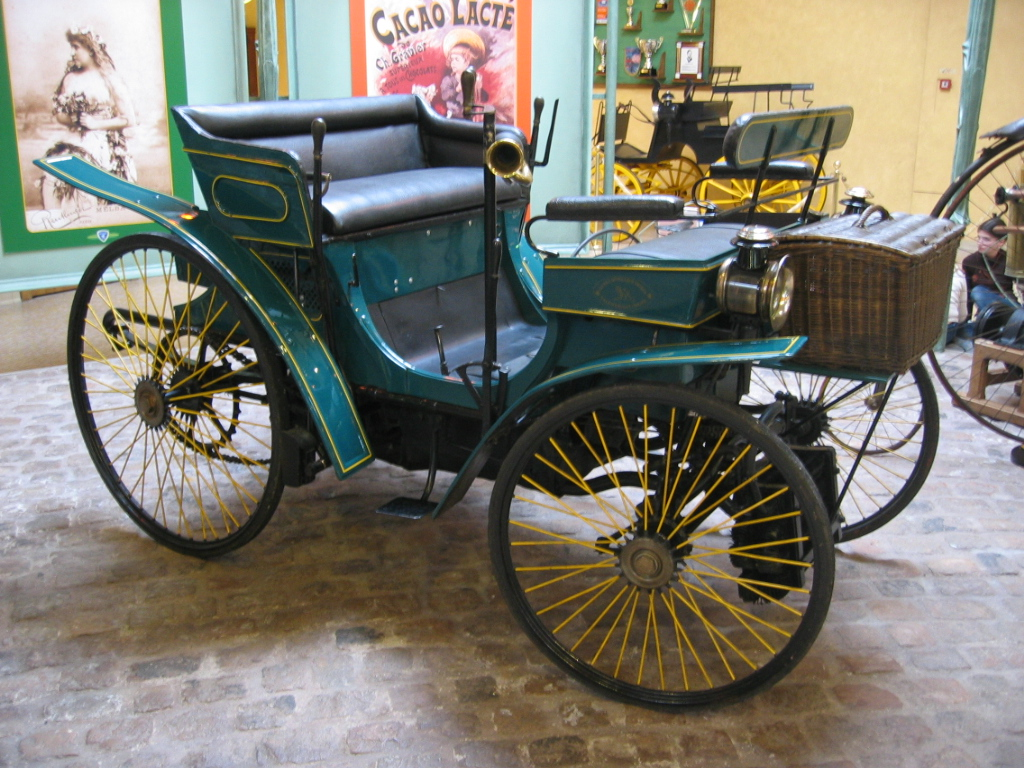
Peugeot Typ 3 im Peugeot-Museum Sochaux

Der Peugeot Typ 3 ist ein frühes Automodell des französischen Automobilherstellers Peugeot, von dem von 1891 bis 1894 im Werk Valentigney 64 Exemplare produziert wurden.
Die Fahrzeuge besaßen einen Zweizylinder-Viertaktmotor von Panhard & Levassor nach Lizenz Daimler, der im Heck angeordnet war und über Ketten die Hinterräder antrieb. Der Motor leistete aus 565 cm³ Hubraum 2 PS.
Bei einem Radstand von 163 cm und einer Spurbreite von 115 cm betrug die Fahrzeuglänge 250 cm, die Fahrzeugbreite 135 cm und die Fahrzeughöhe 150 cm. Die Karosserie bot Platz für vier Personen.